# آگوستا شولتز
آگوستا شولتز (انگلیسی: Augusta Schultz؛ زاده ۸ آوریل ۱۸۷۱ درگذشته ۲۰ سپتامبر ۱۹۲۵) یک تنیس‌باز اهل ایالات متحده آمریکا بود.